# Ločki Vrh, Destrnik
Ločki Vrh este o localitate din comuna Destrnik, Slovenia, cu o populație de 172 de locuitori.